# Rue Sarrette
Pour les articles homonymes, voir Sarrette.
La rue Sarrette est une voie du 14e arrondissement de Paris située dans le quartier du Petit-Montrouge.

## Situation et accès
Elle est desservie à quelque distance par la ligne 4 à la station Alésia.

## Origine du nom
Cette voie porte le nom de Bernard Sarrette (1765-1858), compositeur, fondateur du Conservatoire de Paris, en 1890.

## Historique

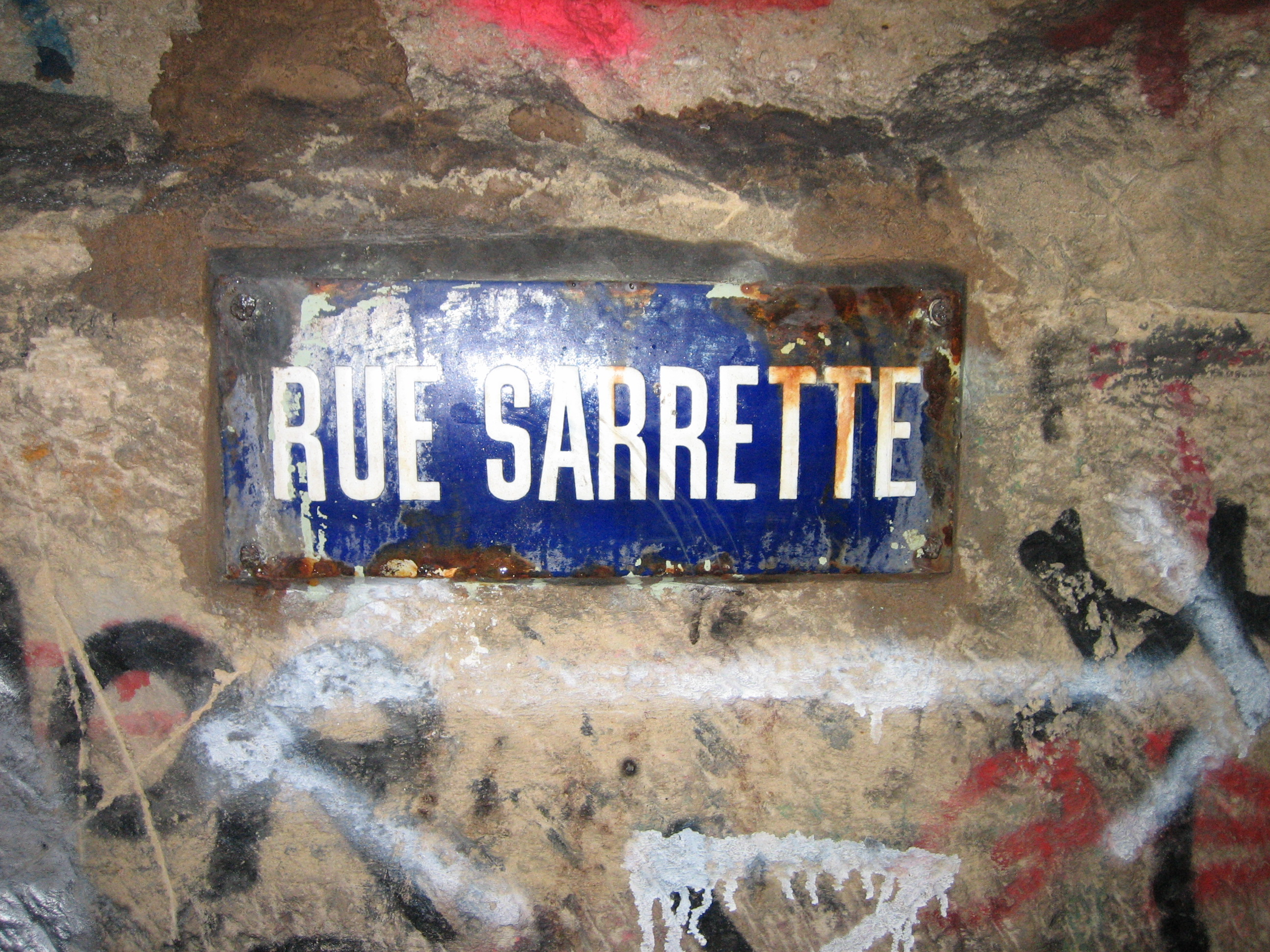
Plaque de la rue Sarrette dans les carrières souterraines.

Le décret qui porte la création de la rue est pris en 1863, lorsque le Second Empire se charge d'urbaniser les quartiers récemment annexés par la capitale, mais les travaux ne débutent que dans les années 1880. Elle est finalement achevée en 1892.
La rue est parcourue, en souterrain, par une galerie d'inspection du grand réseau sud des carrières de Paris.
Dans le cadre du budget participatif de la mairie de Paris, des clous-coquilles en bronze, matérialisant le chemin de Compostelle, sont posés sur le trottoir, côté des numéros pairs.

## Bâtiments remarquables et lieux de mémoire
- No 10 : emplacement du Petit Moulin de Montsouris (ou Mocque-Souris). Il était encore en activité en 1809[5].
- No 14 : domicile, en 1917, de l'explorateur, météorologue, océanographe Jules Rouch (1884-1973) et de son épouse. Lieu de naissance de leur fils Jean Rouch (1917-2004), futur réalisateur et ethnologue, auquel un hommage est rendu par une plaque dévoilée en 2017, année du centième anniversaire de sa naissance[6].
- No 15 : emplacement de l'ancienne brasserie « La Nouvelle Gallia ». Créée en 1890, elle devient l'une des plus importantes brasseries de Paris. En 1900, la Gallia est médaillée à l’Exposition universelle. Après la Seconde Guerre mondiale, la production diminue. Les bâtiments sont détruits à la fin des années 1960 pour laisser la place à un ensemble immobilier de logements appelé « Le Gallia[7] ». Avec l’accord d’un des descendants de la marque celle-ci est relancée en 2009[8].
- Au carrefour de la rue avec celle d'Alésia se trouvent, désormais sur une placette appelée « place des Droits-de-l'Enfant », une colonne Morris ainsi qu'une fontaine Wallace.

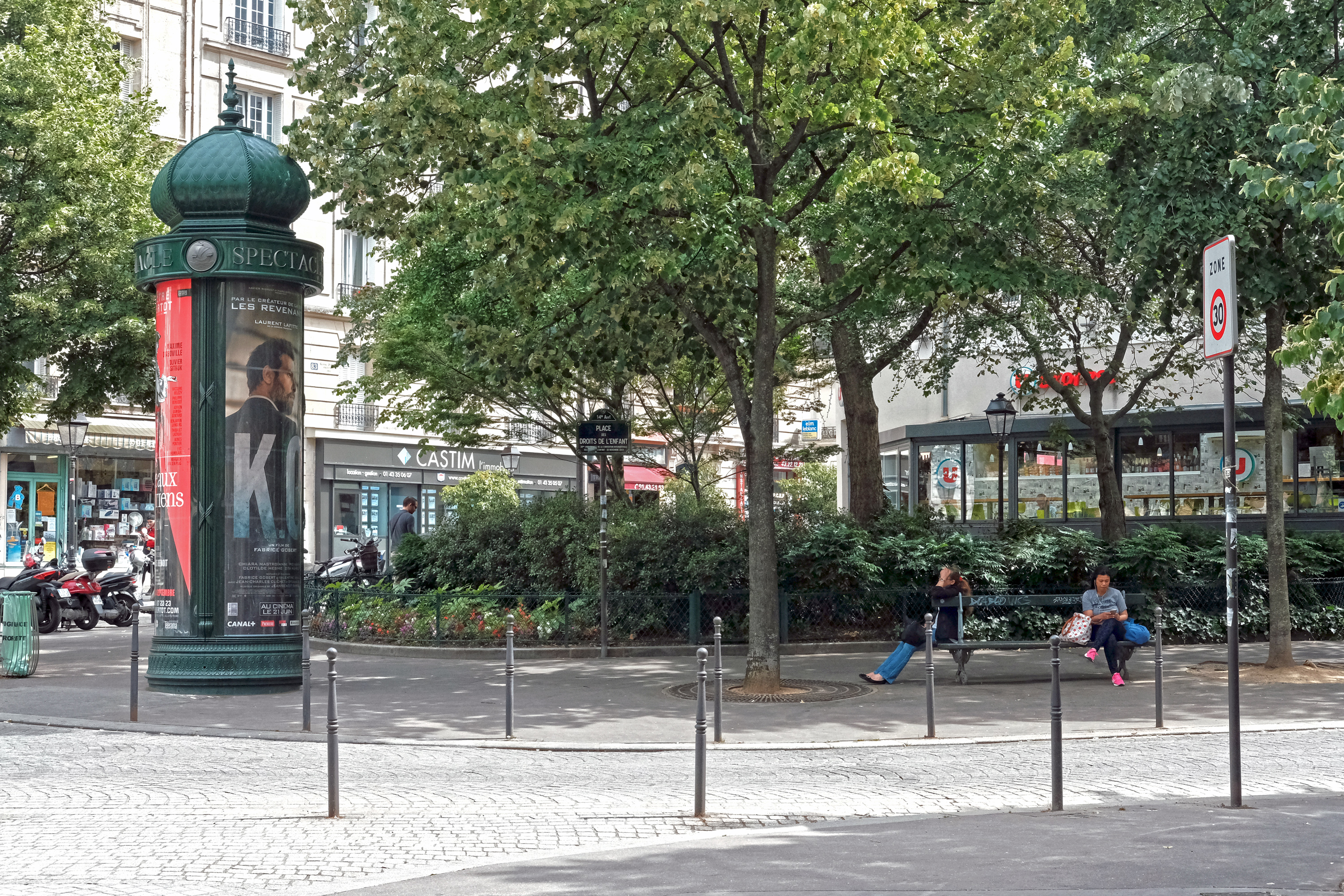
Colonne Morris sur la place des Droits-de-l'enfant.
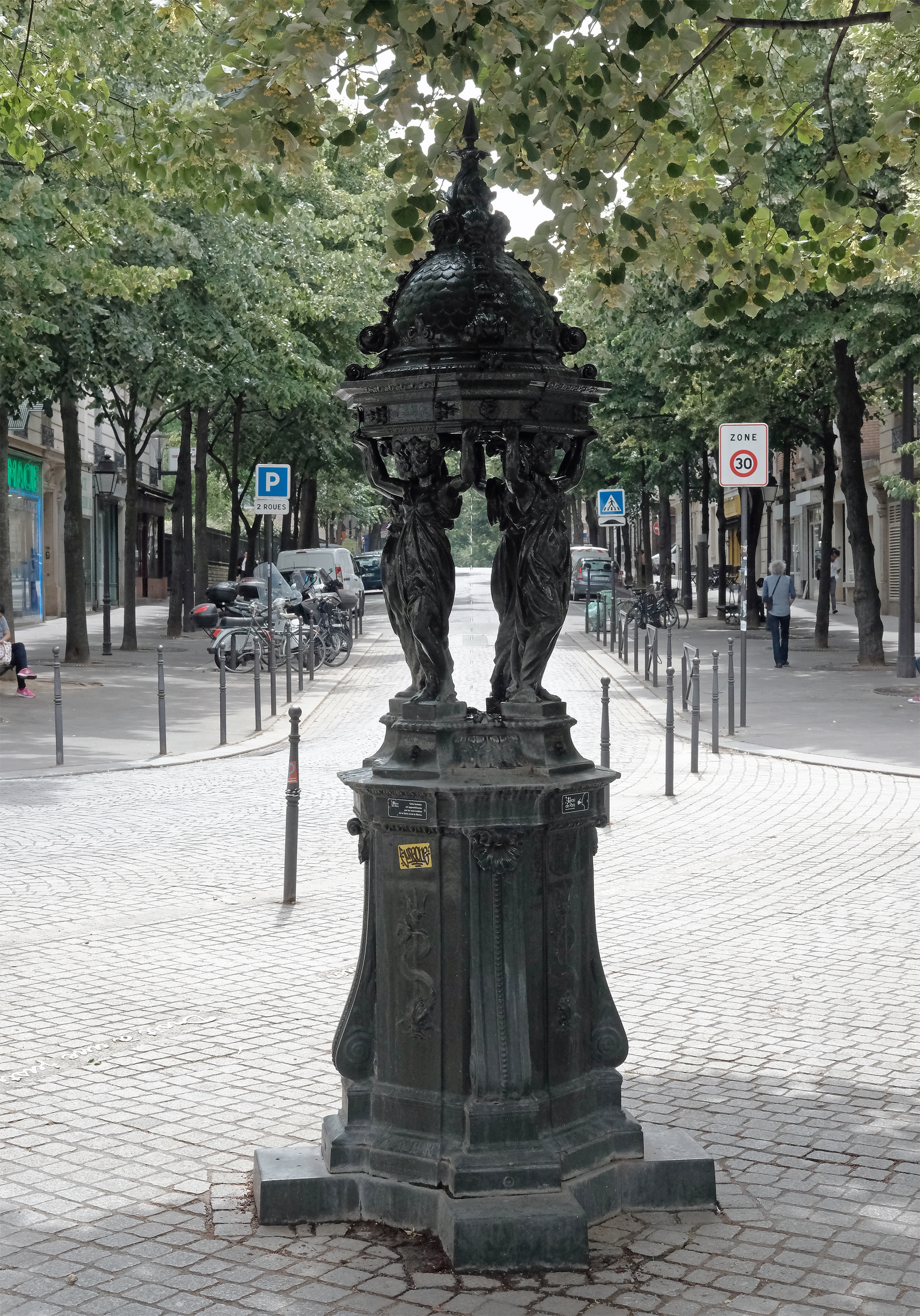
Fontaine Wallace (en arrière-plan, la rue Sarrette).